# Horizon (BZN)
Horizon is een album op cd, lp en MC is uitgebracht door BZN in 1990. Het album werd dik platina, en werd uitgebracht in Nederland, Finland, Noorwegen, Zweden, Zuid-Afrika en Zimbabwe. Horizon werd in Zuid-Afrika ook beloond met platina. In Nederland stond dit album 26 weken in de albumparade, met als hoogste resultaat 2 weken op nummer 3.
Ook zijn er drie Top 40 hits op deze cd te vinden: Help Me, Yeppa en Over the Hills. De laatste hiervan werd gemaakt in overleg met het WNF.
In april 2007 werd Goodbye als aangepaste versie de laatste BZN-single.
De special Horizon, ter promotie van deze cd, werd opgenomen in het Afrikaanse Kenia. Indrukwekkend hierbij is de videoclip van eerdergenoemde Over the Hills, die gaat over de illegale jacht op olifanten.

## Tracklist
1. Yeppa [J. Veerman/J. Keizer/J. Tuijp]
2. Over the hills [J. Veerman/J. Keizer/J. Tuijp]
3. The game called rock and roll [J. Veerman/J. Keizer/J. Tuijp/D. v.d. Horst]
4. Cambodian girl [J. Veerman/J. Keizer/J. Tuijp/D. v.d. Horst]
5. Help me [J. Veerman/J. Keizer/J. Tuijp]
6. Nathalie [J. Veerman/J. Keizer/J. Tuijp]
7. Mi corazón [D. Plat/J. Veerman/J. Keizer/J. Tuijp]
8. Don't cry for me [J. Veerman/J. Keizer/J. Tuijp/D. v.d. Horst]
9. Mendocino [J. Veerman/J. Keizer/J. Tuijp]
10. Tonight [J. Veerman/J. Keizer/J. Tuijp]
11. C'est la vie [J. Veerman/J. Keizer/J. Tuijp]
12. Goodbye [J. Veerman/J. Keizer/J. Tuijp]